# Mavis Freeman
Mavis Anne Freeman, född 7 november 1918 i Brooklyn i New York, död oktober 1988, var en amerikansk simmare.
Freeman blev olympisk bronsmedaljör på 4 x 100 meter frisim vid sommarspelen 1936 i Berlin.